# Piazza dei Cavalieri

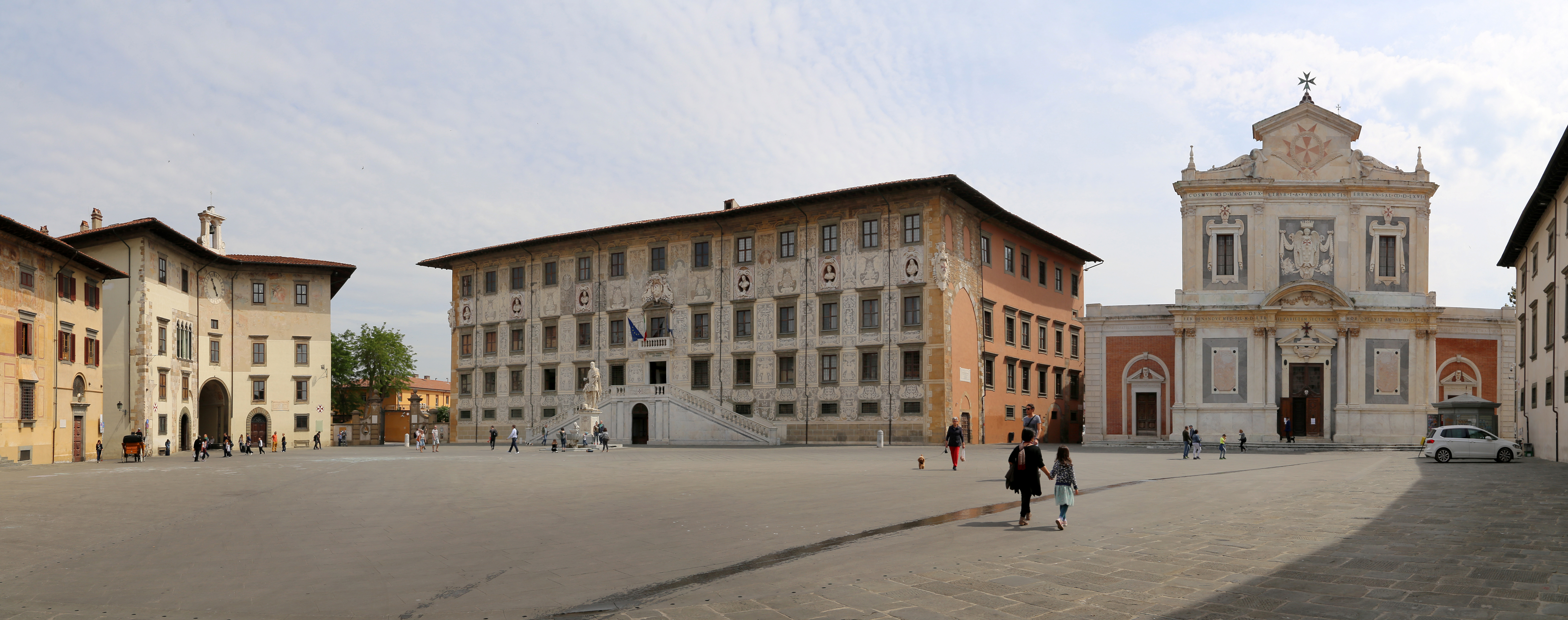
Piazza dei Cavalieri; von links: Palazzo dell’Orologio, Palazzo della Carovana,
Santo Stefano dei Cavalieri

Die Piazza dei Cavalieri (zu deutsch Platz der Ritter) in Pisa ist entstanden im Auftrag der Medici und wurde von Giorgio Vasari, dem Hofmaler und Hofarchitekten der Medici, geplant. Die Piazza liegt in der Altstadt Pisas und gilt als historisches Zentrum der Kommune. Die Medici demonstrierten auf diesem Platz ihre Macht. Als Pisa 1406 seine Unabhängigkeit verlor, wurde mit der Schlüsselübergabe auf dem Platz an den Konkurrenten Florenz die historische Niederlage der Kommune symbolisiert. Später beheimatete er die zentralen Gebäude des Stephansordens, nach deren Rittern er bis heute benannt ist. Heute beherbergen die meisten Gebäude des Platzes Institute der Scuola Normale Superiore Pisa.

## Palazzo della Carovana

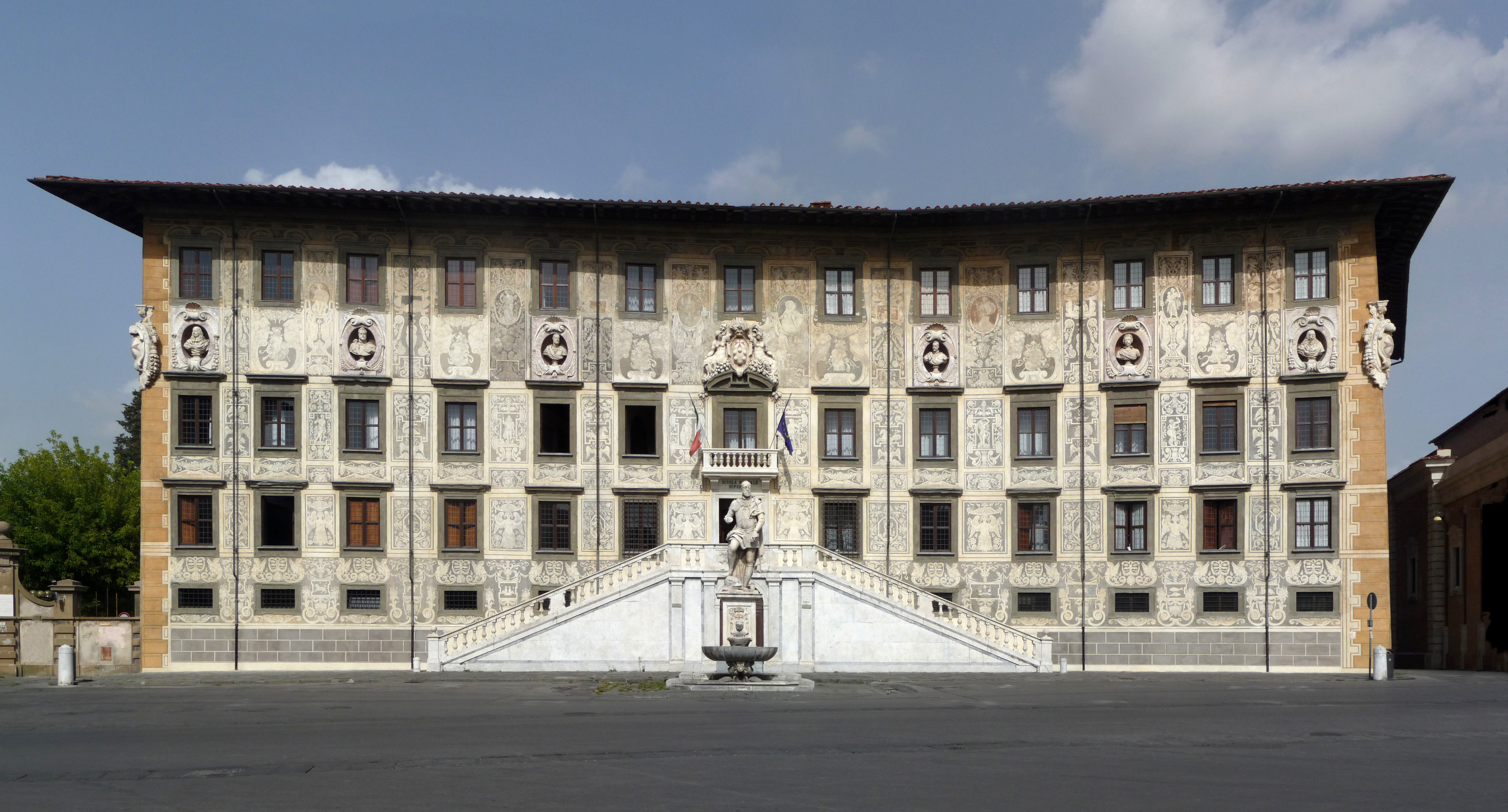
Palazzo Carovana

Der Palast wurde um 1560 von Giorgio Vasari im Auftrag der Medici geplant und erbaut. Er war das Hauptquartier des Stephansordens, der von Cosimo I. de’ Medici aus Anlass an die gewonnene Schlacht bei Scannagallo gestiftet wurde und die Kriegsmarine der Toskana bildete. Seinen Namen erhielt er von den Karavanen, den Dienst in der Ordensmarine, für die die Ritter in diesem Palast ausgebildet wurden.
Der Palast hat eine gebogene, mit Wappen dekorierte Fassade und eine von Statuen geschmückte Treppe.
Die Fassade ist vollständig mit Sgraffiti bedeckt. Die weißen Motive auf grauem Grund zeigen u. a die Tierkreiszeichen, allegorische Darstellungen der Kardinaltugenden, der Christlichen Tugenden und der militärischen Tugenden des Großherzogs. In den sechs Nischen unter den Fenstern der letzten Etage sind die Büsten der Großherzöge der Toskana platziert.
Das Wappenschild über dem zentralen Ehrenbalkon zeigt das Wappen der Medici und das Malteserkreuz des Ordens.
1846 richtete der Stephansorden im Palast die wiederhergestellte Scuola Normale Superiore ein, die hier bis heute ihren Hauptsitz hat.

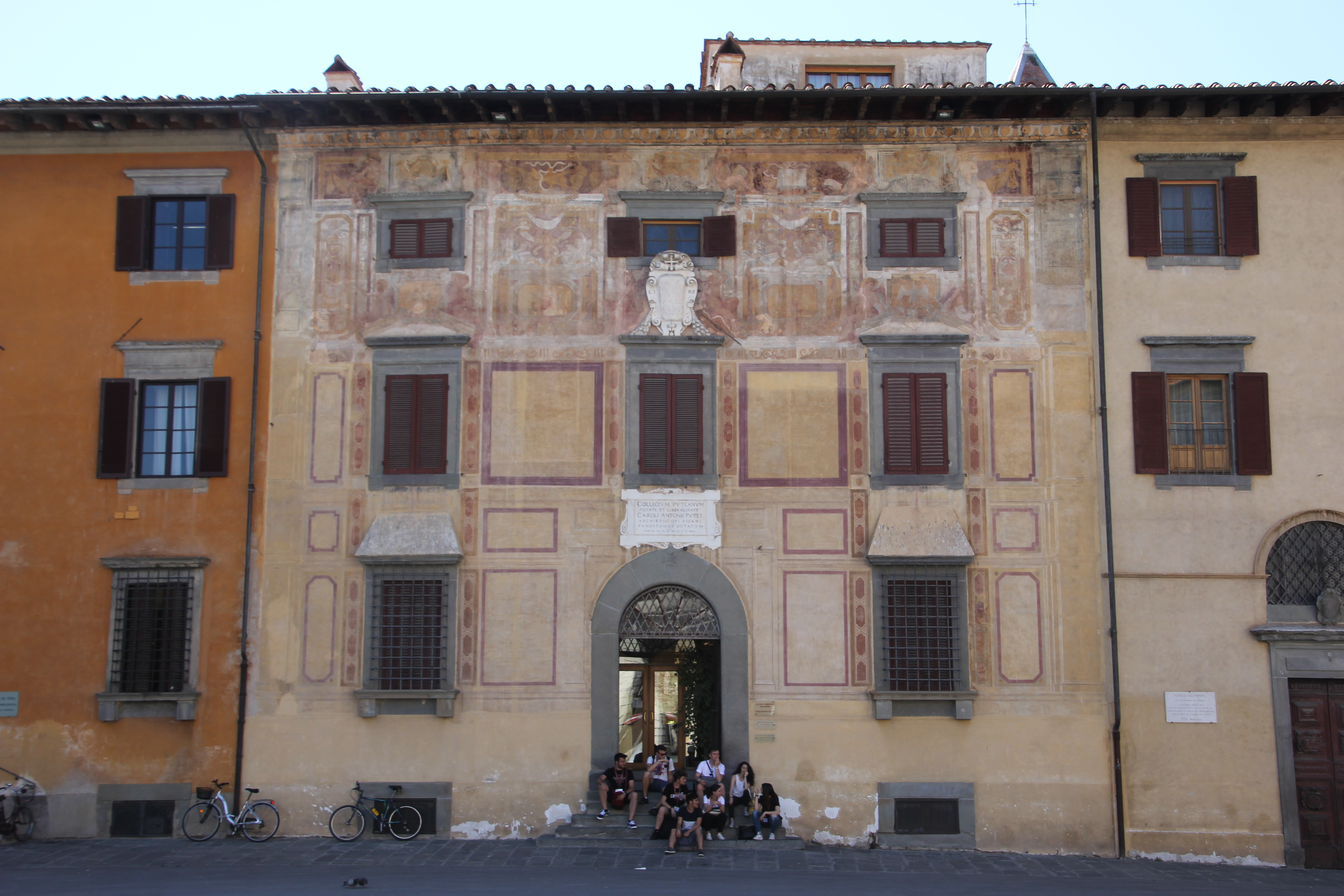
Palazzo del Collegio Putaneo, r. Eingang zur Kirche San Rocco

## Palazzo del Collegio Puteano
Der Palast, der unmittelbar an die Kirche San Rocco anschließt, wurde zwischen 1594 und 1598 erbaut, nachdem die alte Wohnbebauung abgerissen worden war. Auf Veranlassung des Pisaner Erzbischofs Carlo Antonio Dal Pozzo (1547–1607) diente er piemontesischen Studenten, die in Pisa die Universität besuchten, als Unterkunft. Dal Pozzo ist der Namensgeber des Palastes.
Die Fassade wurde um 1608/09 mit allegorischen Malereien von Giovanni Stefano Marucelli (1586–1646) ausgestattet. Heute dient der Palast u. a. als Gästehaus der Universität.

## Palazzo dell’Orologio, Torre delle Sette Vie und Torre della Fame
Vasari errichtete ebenfalls das Bauensemble an der Ecke des Platzes, genannt Palazzo dell'Orologio gehört. Er bezeichnete den Übergang von der Torre delle Sette Vie, einem Stadtgefängnis und der Torre della Fame, dem Hungerturm. Der Turm, dessen Überreste im Inneren des Palastes noch erhalten sind, war ursprünglich Teil der mittelalterlichen Stadtbefestigung Pisas. Seinen Namen verdankt er dem Grafen Ugolino della Gherardesca, der 1288 des Verrats angeklagt und mit seinem Sohn und zwei Enkeln in diesen Turm gesperrt wurde, in dem sie verhungerten. Hinweise auf diesen Grafen finden sich in Dantes Inferno (Canto XXXIII, 57).

## Palazzo del Consiglio dei Dodici

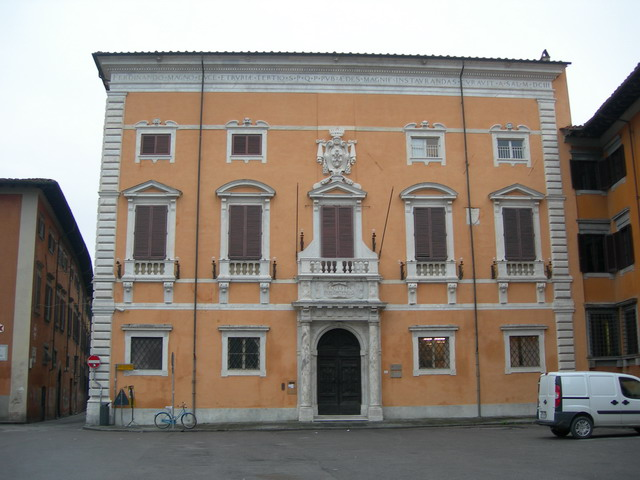
Palazzo del Consiglio dei Dodici

Der Palast, dessen Ursprünge bis ins Mittelalter zurückreichen, diente unter florentinischer Herrschaft nacheinander als Archiv, als Kanzlei und als Priorei. 1603 wurde er unter Francavilla umgebaut, der ihn im Stil und Dekor den umliegenden Palastbauten anpasste. 1692 wurde der Palast Sitz des „Rates der Zwölf“, die zwölfköpfige Exekutive des Ordens, die auch als Tribunal fungierte. Zurzeit ist der Palast Sitz der „Istituzione dei Cavalieri di Santo Stefano“.
Der Bau ist terracottafarben verputzt, alle Gliederungselemente sowie Portal, Balustraden und Umrahmungen der Fenster sind aus weißem Marmor. Der Palast enthält Werke von Pietro Paolo Lippi († 1682), Antonio Giusti (1624–1705) und Künstlern aus dem Umkreis von Ghirlandaio. Der Empfangssaal ist mit einer stuckierten und vergoldeten Decke mit einem Gemälde von Ventura Salimbeni ausgestattet, das den „Triumph des Heiligen Stephan“ darstellt.

## Denkmal fürCosimo de' Medici
Vor dem Palazzo della Carovana steht auf einem hohen Sockel die Statue des Cosimo de’ Medici. Das Denkmal wurde von Ferdinando I. de’ Medici 1596 in Auftrag gegeben. Bildhauer der Statue ist Pietro Francavilla. Cosimo ist gekleidet als Großmeister des Stephansordens. Der Delphin unter dem Fuß Cosimos symbolisiert die Herrschaft Cosimos über die See. Der Brunnen vor dem Denkmal in der Form einer Muschel ist ebenfalls ein Werk Francavillas.

## Kirche Santo Stefano dei Cavalieri

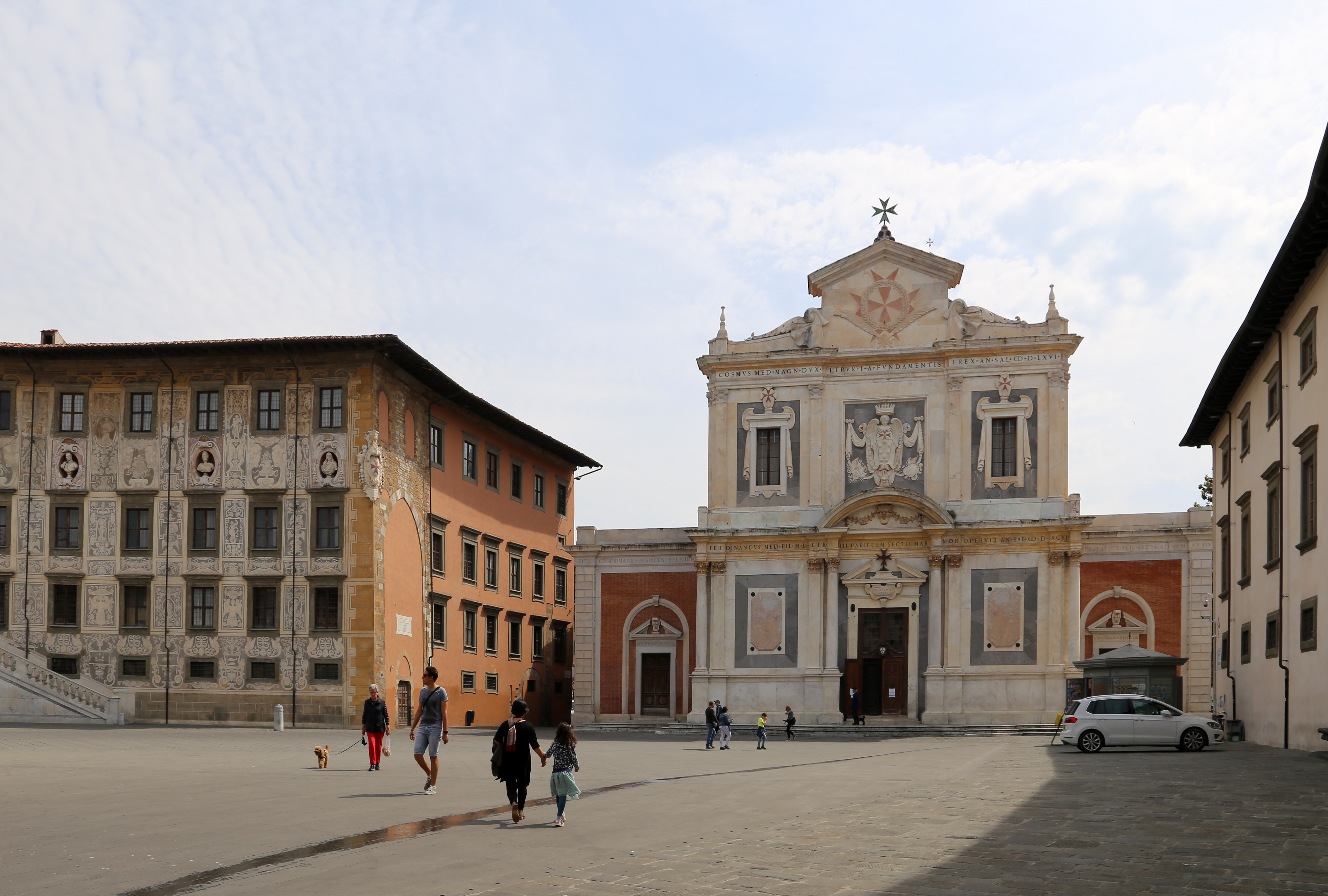
Palazzo della Carovana, links und Santo Stefano dei Cavalieri, rechts

Die Kirche Santo Stefano dei Cavalieri, eine dreischiffige Basilika, wurde ebenfalls von Giorgio Vasari um 1567 erbaut. Die Fassade zeigt ein Malteserkreuz, das Ordenszeichen des Stephansordens, sowie ein skulptiertes und gekröntes Wappen der Medici.
Der Glockenturm von 1572 wurde ebenfalls nach Plänen Vasaris errichtet. Die Kirche ist für ihre imposante Innenausstattung mit Altären, Gemälden und einer aufwändigen, mit Schnitzereien, Vergoldungen und Gemälden ausgestatteten Holzdecke bekannt. Sie ist dem Bischof von Rom Stephan I. geweiht, und der barocke Hochaltar zeigt eine Apotheose des Heiligen mit Skulpturen von Giovanni Battista Foggini. Die Gemälde stammen von Vasari, Allori, Empoli und Ligozzi.
Die Kirche ist reich dekoriert mit Fahnen, Schiffswimpeln und Schiffslaternen, die von dem Orden in den Kämpfen gegen die Sarazenischen Piraten erbeutet wurden, sowie mit Standarten aus der Seeschlacht von Lepanto.

## Die Kirche San Rocco
Die kleine Kirche San Rocco, die sich neben dem Palazzo Putaneo befindet, ist dem Pestheiligen Rochus von Montpellier geweiht. Erbaut wurde sie im 16. Jahrhundert an der Stelle des Vorgängerbaus San Pietro in Corte Vecchia nach einem Entwurf von Cosimo Pugliani. Sie diente dem Orden Compagnia di San Rocco als Kirche und Ordenssitz. Nach der Auflösung des Ordens im Jahr 1782 war sie vorübergehend in Privatbesitz und fiel dann an die Diözese Pisa. Die Obergeschosse werden heute von der Universität genutzt.